# Кент (окръг, Делауеър)
Вижте пояснителната страница за други населени места с името Кент.
Окръг Кент (на английски: Kent County) е окръг в щата Делауеър, Съединени американски щати. Площта му е 2072 km², а населението – 174 827 души (2016). Административен център е град Доувър, който е и столица на щата Делауеър.